# كهوف هاتو
كهوف هاتو هي كهوف إستعراضية، يمكن الجمهور الوصول إليها منذ عام 1991 وموقع جذب سياحي شهير في جزيرة كوراساو الكاريبية. تتكون الكهوف من الحجر الجيري المرجاني البحري، والذي تراكم على مدى ملايين السنين وبعد إنخفاض مستوى سطح البحر تعرض لتآكل الغلاف الجوي والعمليات الكارستية. يبلغ طولها حوالي 240 مترًا (790 قدمًا) وتغطي مساحة 4900 متر مربع (53000 قدم مربع).